# Gevlekte diamantvogel
De gevlekte diamantvogel (Pardalotus punctatus) is een vogel uit de familie Pardalotidae.

## Kenmerken
Deze vogel heeft een geelgroene bovenzijde, terwijl de keel, borst en buik heldergeel gekleurd is. Het veelkleurige vederkleed vertoont heldere vlekjes. Het dier bevat donker bruingrijze vleugels en staartpunt. De stuit is helderrood en de kruin donkerbruin.

## Verspreiding en leefgebied
Deze soort komt voor in Zuid- en Oost-Australië en telt 3 ondersoorten:
- P. p. millitaris: noordoostelijk Australië.
- P. p. punctatus: oostelijk en zuidoostelijk Australië.
- P. p. xanthopyge: zuidwestelijk en het zuidelijke deel van Centraal-Australië.

## Status
De grootte van de populatie is niet gekwantificeerd maar de soort wordt omschreven als plaatselijk algemeen en schaars in het zuidwesten. Op de Rode lijst van de IUCN heeft deze soort de status niet bedreigd.